# Ruy López de Segura
Ruy López de Segura (Zafra, próximo de Badajoz, 1530 c. — Madri, 1580 c.) foi um bispo e enxadrista espanhol e autor do livro "Invenção Liberal e a Arte do Jogo de Xadrez" (1561) (do original em espanhol arcaico Libro de la invención liberal y arte del juego del Axedrez); um dos primeiros livros de fundamentos do Xadrez na Europa. Além disso, ele fez grandes contribuições à teoria de aberturas no xadrez, incluindo o Gambito do Rei e a abertura Ruy López (ou espanhola). Ele também foi considerado o mais forte jogador de xadrez na Espanha por 20 anos.

## Biografia
Ruy López nasceu em Segura de León, uma cidade na Extremadura, Espanha. Em 1559, enquanto vivia em Zafra, foi chamado para Roma pelo Papa Pio IV, para tratar de assuntos eclesiásticos. Durante sua estada em Roma, López jogou xadrez com os locais. Aparentemente ele teve bons resultados, apesar que o único relato destes jogos é dado em apenas uma frase pelo próprio López. Um destes jogadores foi Il Puttino, um dos apelidos do jovem Leonardo di Bona. López também aprendeu com os jogadores italianos o termo gambito. 
Na Itália, López acabou tendo contato com o tratado de xadrez de Pedro Damiano, Questo libre e da imparare giocare a scachi e de li partiti, mas não deu valor ao mesmo. Talvez tenha sido isso que inspirou López a escrever seu próprio livro, Libro de la Invencion liberal y Arte del juego del Axedrez, que foi publicado em 1561.
López foi o jogador mais forte na Espanha por cerca de vinte anos, seus rivais mais próximos eram Alfonso Ceron (de Granada) e Medrano. López e Ceron jogaram em frente ao Rei Filipe II de Espanha, impressionando-o o suficiente para que presenteasse López com um benefice e uma corrente de ouro com uma torre. López também era apreciado por usa habilidade em xadrez às cegas.
Alessandro Salvio escreveu que López viajou novamente para Roma em 1572. É mais provável, entretanto, que López visitou Roma apenas uma vez (em 1559) e que a cronologia de Salvio é incorreta.
Cerca do ano de 1574, López ainda estava na corte real de Espanha, quando Bona, então Paolo Boi, chegou em seu tour pela Europa. Seus encontros – que também incluíram Ceron – foram considerados o primeiro torneio internacional de xadrez. Boi e um di Bona mais escolado derrotaram López e Ceron em Madri, na presença de Filipe II. López foi capaz de novamente vencer Ceron.
Os anos de nascimento e morte de López só podem ser estimados bem aproximadamente; sua vida sendo de 1530-1580 é apresentada normalmente sem qualquer evidência. Ele provavelmente nasceu antes de 1534, e viveu até pelo menos o desafio de 1574.

## Legado
As maiores contribuições de Ruy López encontram-se na teoria de aberturas; Peter J. Monté descreveu-o como "o pai da teoria de aberturas". Sua análise do Gambito do Rei em particular foram além de qualquer outro escrito anterior, como o de Damiano. Ele também era o jogador mais forte na Espanha, e possivelmente na Itália, por cerca de 20 anos. Como descrito por Andrew Soltis: "Naquele tempo, os melhores jogadores do xadrez com regras modernas viviam na Itália e Ibéria. Acredita-se que López venceu facilmente os mais habilidosos jogadores italianos. Ele pode merecer o título de campeão mundial, embora este título só viesse a existir no final do século XIX."
Tendo vivido antes das grandes escolas rivais de xadrez que dividiram os jogadores do século XVIII e início do século XIX, López pertence essencialmente à escola de xadrez que estamos acostumados à associar ao nome Philidor. Em sua análise, e essencialmente nos jogos em seu segundo livro, podemos traçar a gênese da teoria do jogo de peões que Philidor transformou em um sistema dois séculos mais tarde.

— H. J. R Murray

### Libro de la Invencion liberal y Arte del juego del Axedrez
O tratado de xadrez de Ruy López que chegou até nós, cujo título completo era Libro de la Invencion liberal y Arte del juego del Axedrez, por Ruy-López de Sigura, clerigo, vezino de la villago Cafra. Digirida al muy Illustre Señor Don Garcia de Toledo, ayo y mayordomo del serenissimo principe Don Carlos nuestro Señor., foi publicado em 1561.
López dividiu seu livro em quatro partes ("livros"). Ele primeiro apresenta várias origens mitológicas do jogo, e discute os benefícios, regras e estratégias, entremeadas de citações latinas de autores clássicos. A segunda parte foca nas aberturas e é o seu legado com o "pai da teoria de aberturas". Em terceiro vem uma avaliação bem hostil da análise de aberturas de Damiano. Os capítulos finais de López são dedicados aos jogos em que um jogador concede vantagens ao outro (como jogar sem uma das torres), onde ele novamente critica a abordagem de Damiano a estes jogos.
Em seu trabalho, López apresenta 66 jogos, dos quais 24 são do livro de Damiano, de 1512. De acordo com J. H. Sarartt, os jogos de López são de qualidade inferior aos do trabalho de Damiano. Ele admite que mesmo assim podem ser mais instrutivos, já que López apresenta um número maior de variações. Outros autores apresentam diferentes opiniões sobre a qualidade da análise de López.
Muito raramente as variações apresentadas por López terminam e xeque-mate. Em vez disso ele conclui as linhas com comentários apontando como as pretas devem perder sua dama, ou que as brancas tem um excelente jogo.

### Jogos de exemplo
Não há muitos jogos que possam ser atribuídos com segurança a Ruy López, e os que podem ser atribuídos, estão incompletos. Um destes jogos foi registrado por Polerio, e foi jogado durante a competição entre italianos e espanhóis para o Rei Filipe II:
1.e4 e5 2.Cf3 Cc6 3.Bc4 Bc5 4.c3 De7 5.b4 Bb6 6.a4 a6 7.Ba3 d6 8.De2 Bg4 9.d3 Cf6 10.Cbd2
Entre as análises que Ruy López faz em seu tratado há um exemplo da abertura que recebeu seu nome. López defende que as linhas abaixo provam que as pretas devem evitar a "Ruy López" jogando 2... d6 em vez de 2...Cf6.
1.e4 e5 2.Cf3 Cc6 3.Bb5 Bc5 4.c3 d6 5.d4 exd4 6.cxd4 Bb4+ 7.Cc3 Bd7 8.Bf4 Cf6 9.Dd3 Bxc3+ 10.bxc3
López também apresenta algumas variações no Gambito do Rei, como:
1.e4 e5 2.f4 exf4 3.Cf3 Cf6 4.e5 De7 5.De2 Ch5 6.Cc3 c6 7.Ce4

### Aberturas com o nome de Ruy López
As aberturas de xadrez abaixo tem o nome de Ruy López:
- C20 Open Game: López/Mcleod Opening,1.e4 e5 2.c3
- C23 Bishop's Opening: López Gambit, 1.e4 e5 2.Bc4 Bc5 3.Qe2 Nc6 4.c3 Nf6 5.f4
- C33 KGA: Bishop's Gambit, Ruy López Defence, 1.e4 e5 2.f4 exf4 3.Bc4 c6
- C33 KGA: Bishop's Gambit, López–Gianutio Countergambit 1.e4 e5 2.f4 exf4 3.Bc4 f5
- C60 Spanish (Ruy Lopez), 1.e4 e5 2.Nf3 Nc6 3.Bb5
- C41 Philidor: López Countergambit, 1.e4 e5 2.Nf3 d6 3.Bc4 f5

## Obras utilizadas nas referências bibliográficas
- FILGUTH, Rubens. Xadrez de A a Z: dicionário ilustrado. Porto Alegre : Artmed, 2005. ISBN 85-363-0529-0.
- HOOPER, David e WHYLD, Kenneth. The Oxford Companion to Chess. Londres : Oxford University Press, 1987. ISBN 0-19-281986-0